# ARA Patagonia (1885)
El ARA Patagonia, fue un crucero que sirvió en la Armada Argentina entre los años 1885 y 1927.

## Construcción y diseño

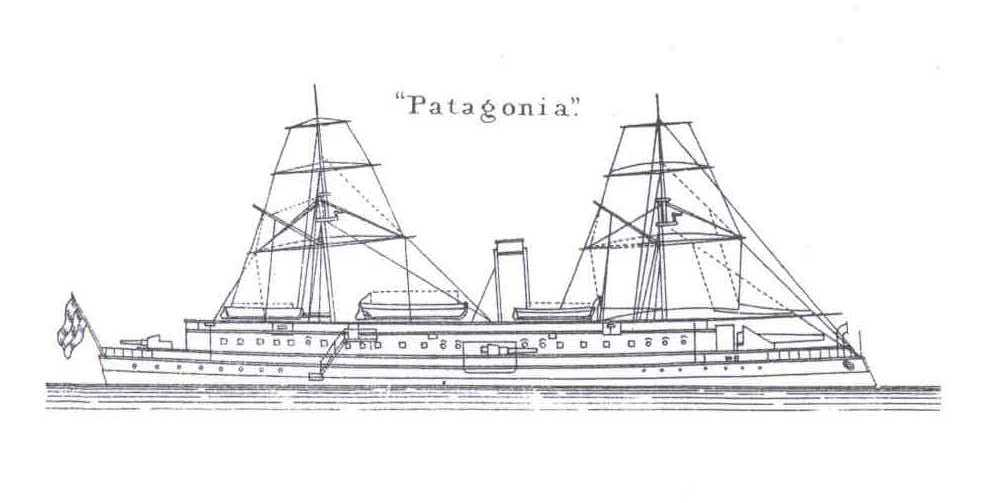
Dibujo del Patagonia.

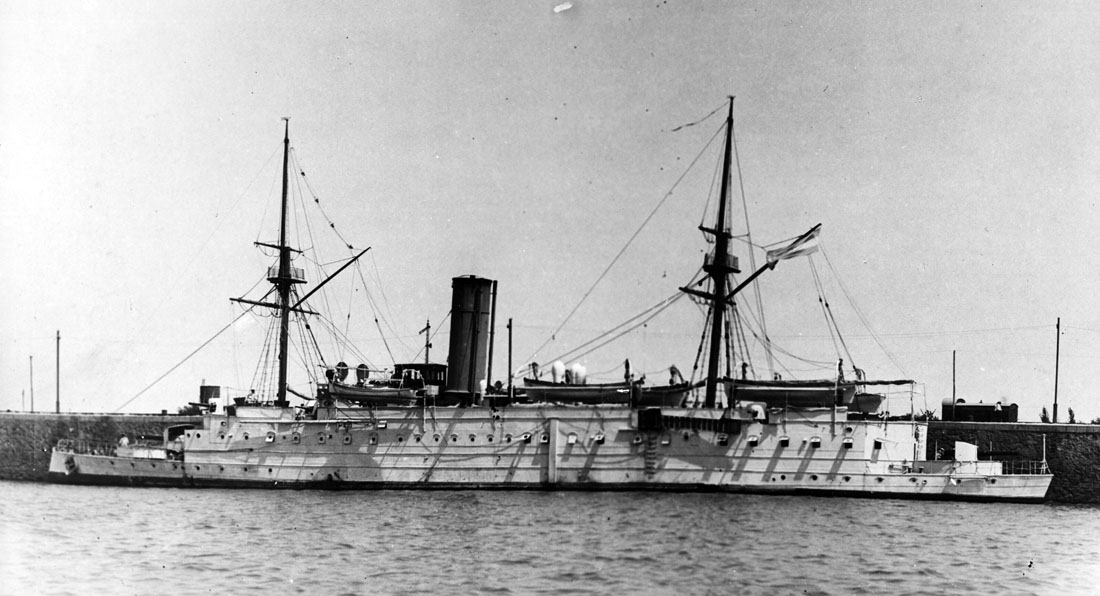
El Patagonia en torno a 1887.

Fue construido en los astilleros del «Stabilimento Técnico di Trieste», en esa localidad del Imperio austrohúngaro por un valor de £ 100 000. Su armamento consistía en un cañón Armstrong de 250 mm a proa, de retrocarga y 27,5 t de peso sobre cureña y con un sistema hidráulico de retroceso y transporte de munición; un cañón Armstrong de 150 mm a popa, de retrocarga y 5 t de peso sobre cureña; dos cañones Armstrong de 150 mm, de retrocarga y 5 t de peso, en reprisas salientes (uno a cada banda); Cuatro Armstrong de 87,5 mm; dos cañones Armstrong de 62,5 mm; cuatro ametralladoras Nordenfeldt de cuatro cañones cada una y seis ametralladoras «Gardner» de dos cañones cada una.
Con respecto a su blindaje, su aparejo era de «brick», su casco de acero con forro de madera, la torre de comando estaba blindada y toda la artillería tenía en sus piezas escudos de acero.
Su combustible era el carbón, con depósitos para 350 toneladas lo que le daba un radio de acción de 3500 millas. Su sistema de propulsión le permitía alcanzar velocidades de hasta 14 nudos.
Su novedoso sistema de iluminación eléctrica contaba con dos proyectores «Careéis» y 80 lámparas «Edison» de 8 y 16 bujías en su interior.
También transportaba a su bordo dos lanchas a vapor y cinco embarcaciones a remo.
El buque es botado en 1886, siendo completado ese mismo año.
Finalizadas las pruebas pertinentes zarpa de Trieste el  20 de enero de 1887, llegando a Buenos Aires el 28 de febrero.
En 1890 se plegó al bando revolucionario en la «Revolución del Parque», donde bombardeó la casa de gobierno los días 27 y el 28 de julio antes de ceder ante los buenos oficios de los buques extranjeros que se encontraban en la zona.
Participó de las evoluciones navales de 1895.

## Historial
Entre enero y febrero de 1902, participó activamente de las grandes maniobras navales realizadas aquel año, formando parte de la 3.ª. División de Mar comandada por el teniente de navío José Moneta, bajo el mando general del contraalmirante Manuel García-Mansilla. En dichas maniobras tomó parte en los ejercicios de bloqueo simulado del Río de la Plata, venciendo en el "ataque".
Hacia el año 1918, se le retira todo su armamento y se lo condiciona para operar como buque de transporte. Desempeñando esta tarea, realizó sendos viajes entre Buenos Aires y Ushuaia hasta el año 1925.